# Weserumschlagstelle
Die Weserumschlagstelle ist ein Binnenhafen für die Binnenschifffahrt in Hann. Münden. Sie befindet sich direkt am Zusammenfluss von Werra und Fulda zur Weser. Damit ist die Weserumschlagstelle der südlichste Hafen der Oberweser. Die Anlage liegt direkt neben der Bundesstraße 80 und ist zudem in Sichtweite des Wesersteins. Die Anlage der Weserumschlagstelle besteht heute aus einer Kaimauer und Resten der früheren Lager- und Geräteräume.

## Geschichte

Weserumschlagstelle im Jahr 1906

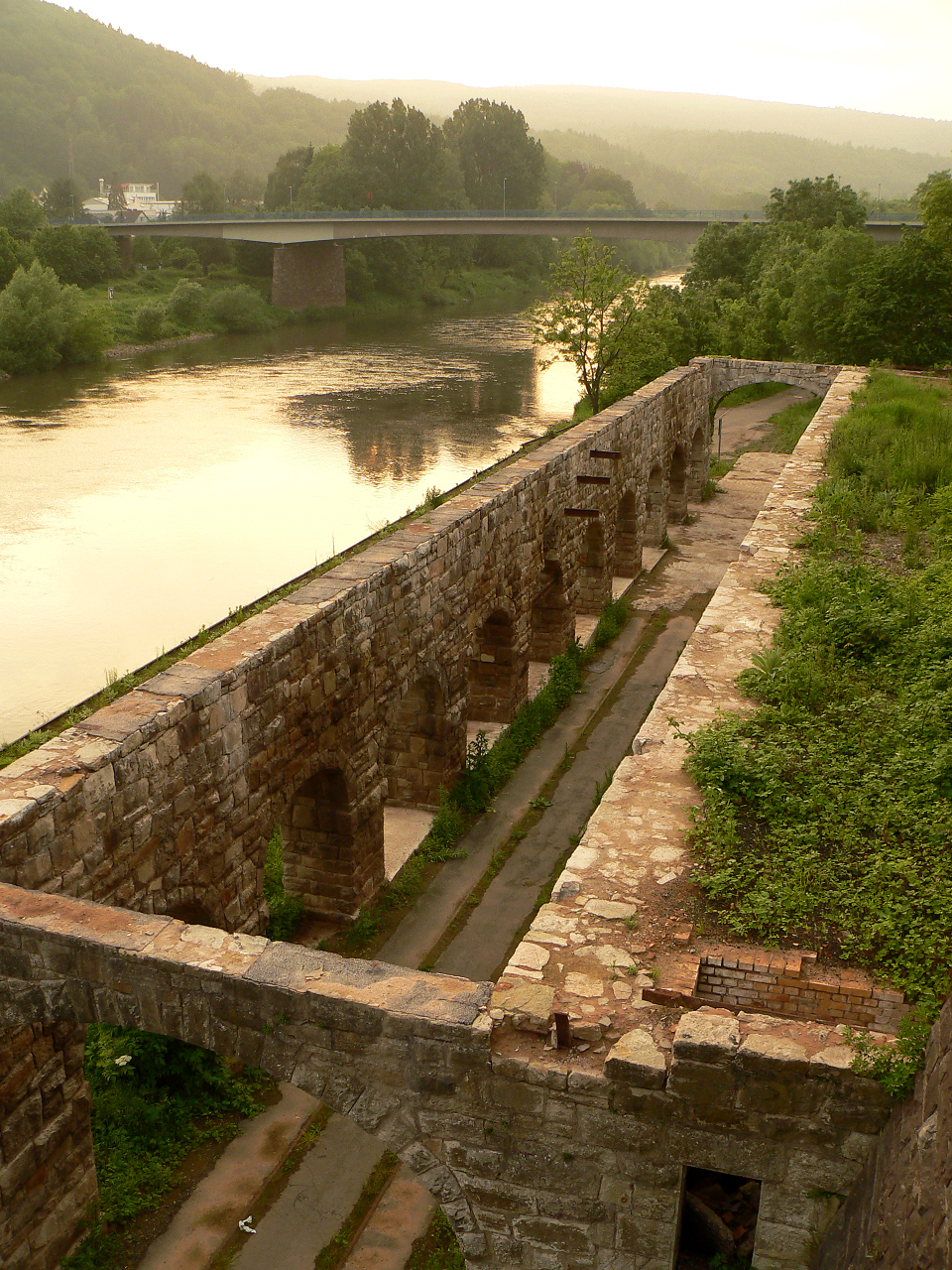
Baugesicherte Arkaden der Weserumschlagstelle, 2016

Die Weserumschlagstelle GmbH als Verladestelle für Frachtgüter wurde von dem Norddeutschen Lloyd in Bremen, der Wesermühlenaktiengesellschaft in Hameln und dem Mündener Magistrat im Jahr 1905 gegründet. Noch im selben Jahr begannen die Bauarbeiten. Zunächst erfolgte der Bau der Kaimauern. Über den Kaimauern wurde ein dreistöckiger Fachwerkbau errichtet. Die Weserumschlagstelle wurde mit einer Hafenbahn mit dem Bahnhof Hann. Mündens verbunden. Die Kosten der gesamten Anlage beliefen sich damals auf 600.000 Mark. Am 31. August 1906 erfolgte die feierliche Eröffnung der Weserumschlagstelle.
In erster Linie diente die Verladestelle dem Umschlag von Schüttgut, meist Kali und Getreide. Umgeschlagen wurde auch Quarzit aus einem Steinbruch am Blümer Berg oberhalb von Hermannshagen ebenso wie Spielwaren für die USA, die in Heimarbeit in Thüringen und im Werratal entstanden waren.
Bis Mitte der 1930er Jahre erhöhte sich das Frachtaufkommen stetig. So stieg der Umschlag von 90.000 Tonnen 1910 auf 105.000 Tonnen 1927. Im Jahre 1936 wurden dann 222.000 Tonnen umgeschlagen. Noch vor dem Bau der Weserumschlagstelle, im Jahr 1904, betrug der Warenumschlag in Hann. Münden lediglich 6.300 Tonnen.
Nach dem Zweiten Weltkrieg fiel der Umschlag von Gütern aus der sowjetisch besetzten Zone und späteren DDR weg, so dass es zu einem spürbaren Rückgang kam. In den 1970er Jahren verlor die Weserumschlagstelle für die Weserschifffahrt an Bedeutung. 1972 betrug der Warenumschlag noch 18.000 Tonnen, 1978 nur noch 12.500 Tonnen. Im Jahre 1978 erfolgte dann auch die Schließung der Weserumschlagstelle.
Beim Ausbau der B 80 im Jahr 1960 wurden die Fachwerkaufbauten der Weserumschlagstelle, in denen sich zeitweise die Wasserschutzpolizei befunden hat, abgerissen. Zwei Brände beschädigten in den Jahren 1990 und 1998 die verbliebenen Gebäudeteile der Hafenanlage stark. Nach dem zweiten Brand erfolgte der Abriss der stark beschädigten oberen Stockwerke. Sichtbar ist heute lediglich der aus Sandsteingewölbe bestehende unterste Teil des Gebäudes. Die Reste des alten Lagergebäudes sind heute in privater Hand. Eigentümerin der Kaimauern und Betreiberin der Verladestelle ist heute die Weserumschlagstelle Wirtschaftsförderungs- und Stadtmarketing (WWS) GmbH der Stadt Hann. Münden. Im Jahr 2015 wurden einsturzgefährdete Zwischendecken des früheren Gebäudes entfernt und die Arkaden im Erdgeschoss gesichert, um die Bausubstanz des nicht denkmalgeschützten Bauwerks für eine mögliche spätere Nutzung zu erhalten. Es gibt Überlegungen, auf den Bauresten ein Restaurant oder ein Hotel zu errichten.
Ein 130 Meter langes Teilstück der Kaimauer bedarf seit etwa 2010 einer Sanierung, deren Kosten auf rund eine Million Euro geschätzt werden. Als Eigentümer bzw. Kostenträger kommen die Stadt Hann. Münden oder das Wasserstraßen- und Schifffahrtsamt Hann. Münden infrage.

### Frühere Gleisanbindung

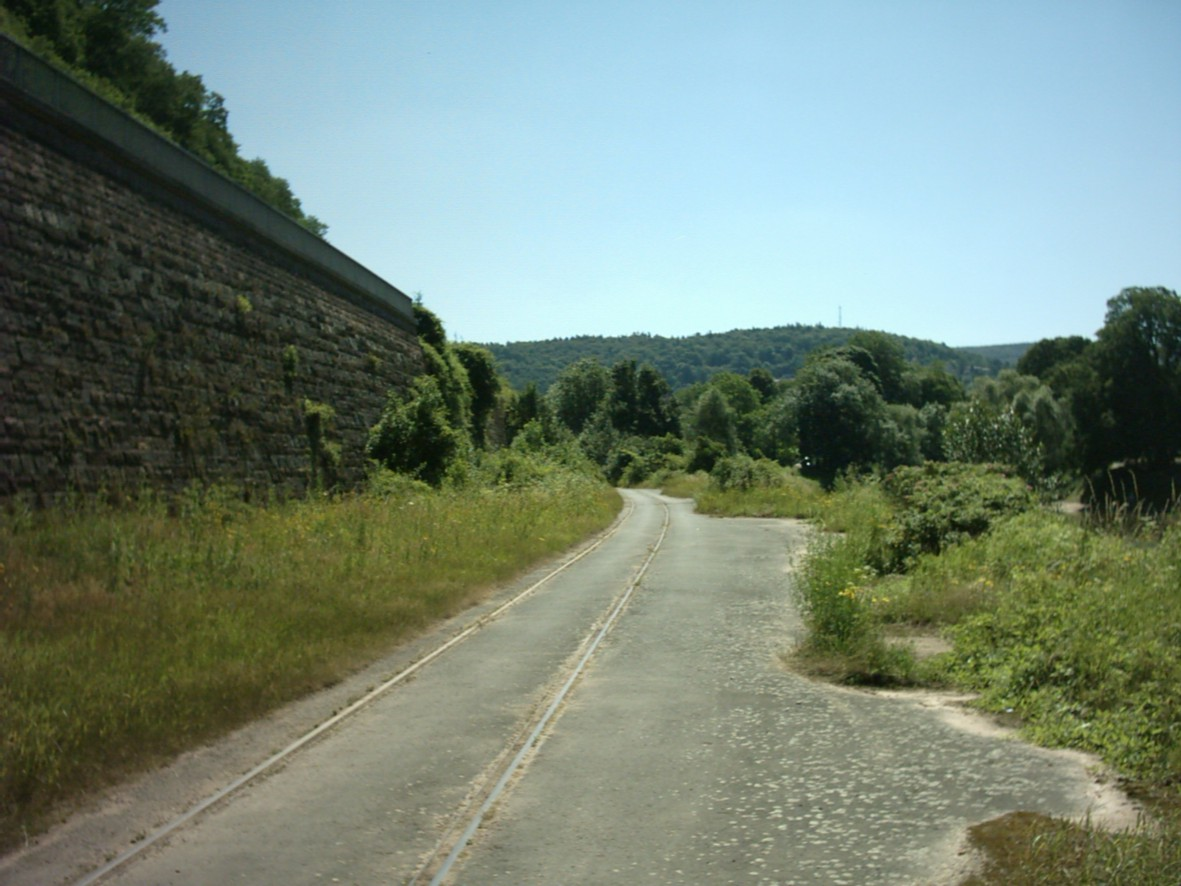
Reste der Hafenbahn, 2006

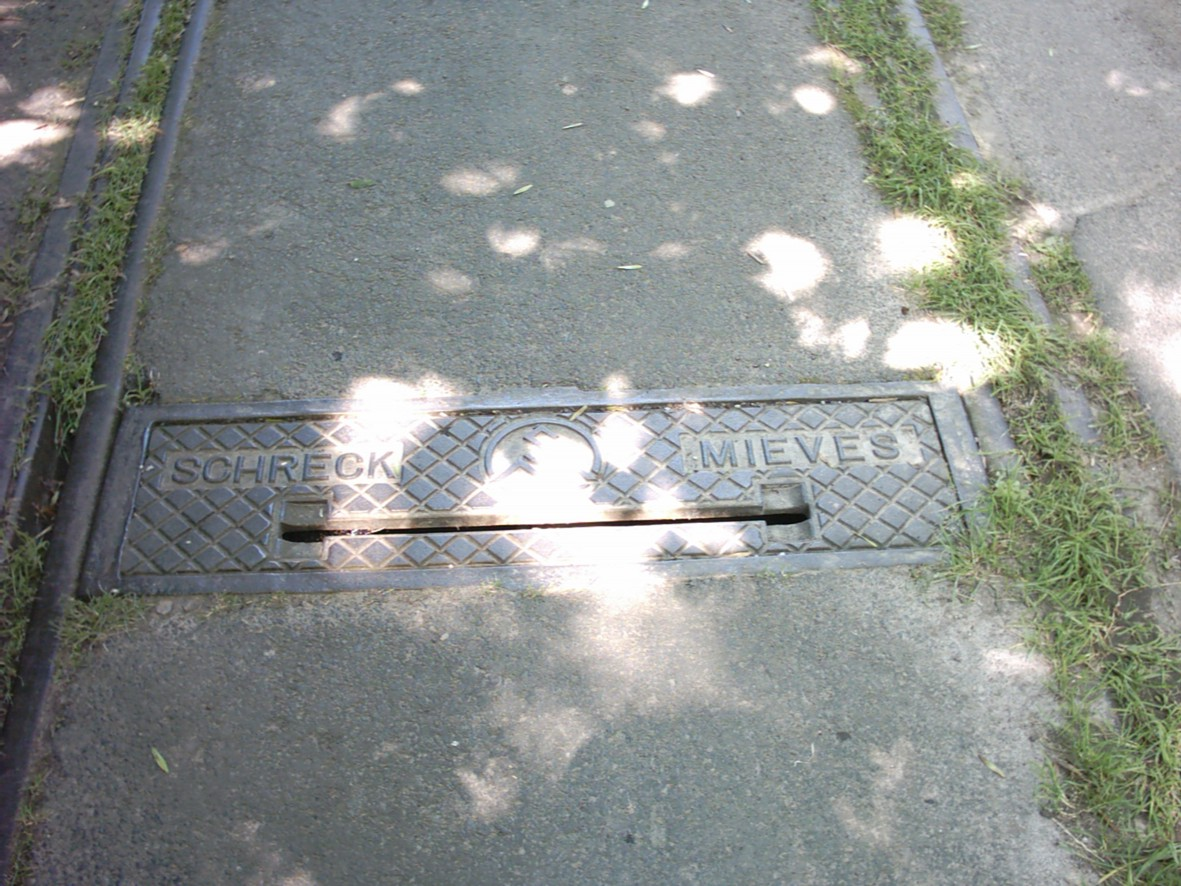
Weichenrelikt der Hafenbahn, 2006

Siehe Hauptartikel: Dransfelder Rampe
1906 erhielt der Teilabschnitt über die Dransfelder Rampe auf der Hannöverschen Südbahn bei Kilometer 141,0 ein Anschlussgleis unmittelbar vor der Werrabrücke in Hann. Münden, das auf einem eigenen Bahnkörper hinab zum Weserufer gegenüber dem Zusammenfluss von Fulda und Werra führte. Die als Hafenbahn bezeichnete 1,5 Kilometer lange Stichstrecke endete an einer über 240 Meter langen Kaimauer in einer eigens errichteten Umschlagstelle. Hier wurden bis 1978 Schüttgüter wie Kali, Getreide, Zement, Basaltsplit und Kies mit Hilfe eines Anderthalb-Tonnen-Krans, der auf zwei Schienen bewegt werden konnte, von Güterwaggons auf Lastkähne verladen. 1910 wurde die Anlage durch ein Förderband und 1927 durch elektrisch betriebene Schaufeln der Firma Amme-Luther (Braunschweig) erweitert. Zur Anlage gehörte ein aus Bruchsteinen gemauertes, langgestrecktes Gewölbe, das als Akkumulatorenraum für die eigene Stromversorgung diente. Darüber lag eine Etage mit Maschinenraum und Büros sowie ein in Fachwerk ausgeführter, schiefergedeckter zweiter Stock mit Wohnungen. Ein weiteres, turmähnliches Gebäude, an das sich straßengleich eine Terrasse mit Balustrade anschloss, ragte mit vier Stockwerken weit über das Gebäudeensemble hinaus.
Die eingleisig ausgeführte Hafenbahn überquerte 1100 Meter nach ihrem Abzweig von der Hauptstrecke schienengleich den Questenbergweg und nach einem 200 Meter langen Bergeinschnitt die Göttinger Straße. Kurz vor Erreichen des Zieles verzweigte sich die Bahn in mehrere Gleise, von denen eines in den 1980er Jahren noch einige hundert Meter weiter bis zum Wasserübungsplatz der Bundeswehr rechts der Weser verlängert wurde, um per Schiene schweres Gerät wie Pontonbrückenteile transportieren zu können.
Der Niedergang der Weserumschlagstelle und damit der Hafenbahn begann 1960 mit dem Abriss der über das Straßenniveau hinausragenden Gebäudeteile, angeblich um die Sicht auf die damals fertiggestellte Weserbrücke zu gewähren. 1978 schließlich wurde die Lastschifffahrt auf der Oberweser eingestellt und die Hafenbahn stillgelegt. Das weiterführende Gleis zum Wasserübungsplatz wurde letztmals in den 1990ern von einem Bundeswehrzug befahren. Die Gleise der Hafenbahn wurden größtenteils bis Anfang 2005 demontiert und der Bergeinschnitt weitgehend verfüllt.

## Wiederaufnahme des Hafenbetriebes
Im Juni 2008 nahm die Weserumschlagstelle den Hafenbetrieb in einem Teilbereich wieder auf. Zuvor musste die Umschlagstelle dort für 250.000 Euro instand gesetzt werden. Seitdem dient sie wieder der Verladung schwerer Maschinenteile von Schwerlasttransporten auf Binnenschiffe und umgekehrt; nach 2016 haben aber keine Verladeaktionen mehr stattgefunden. Die Schiffe werden aufgrund des hohen Gewichts des Frachtguts zumeist von zwei Mobilkranen be- und entladen. Die Betreiberin der Weserumschlagstelle plant den weiteren Ausbau der Anlage.

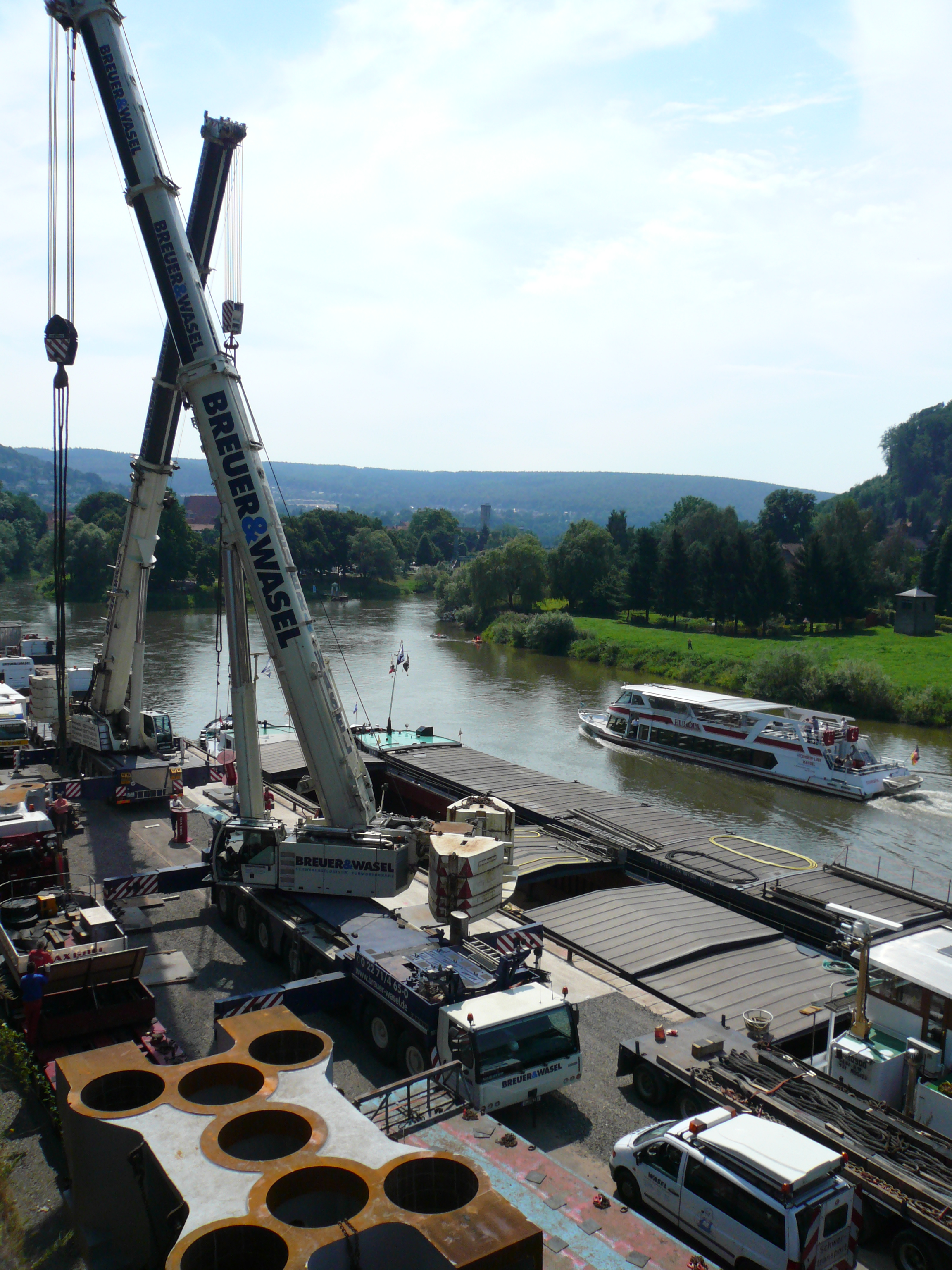
Verladung eines 200 Tonnen schweren Eisengussteils, Juli 2008
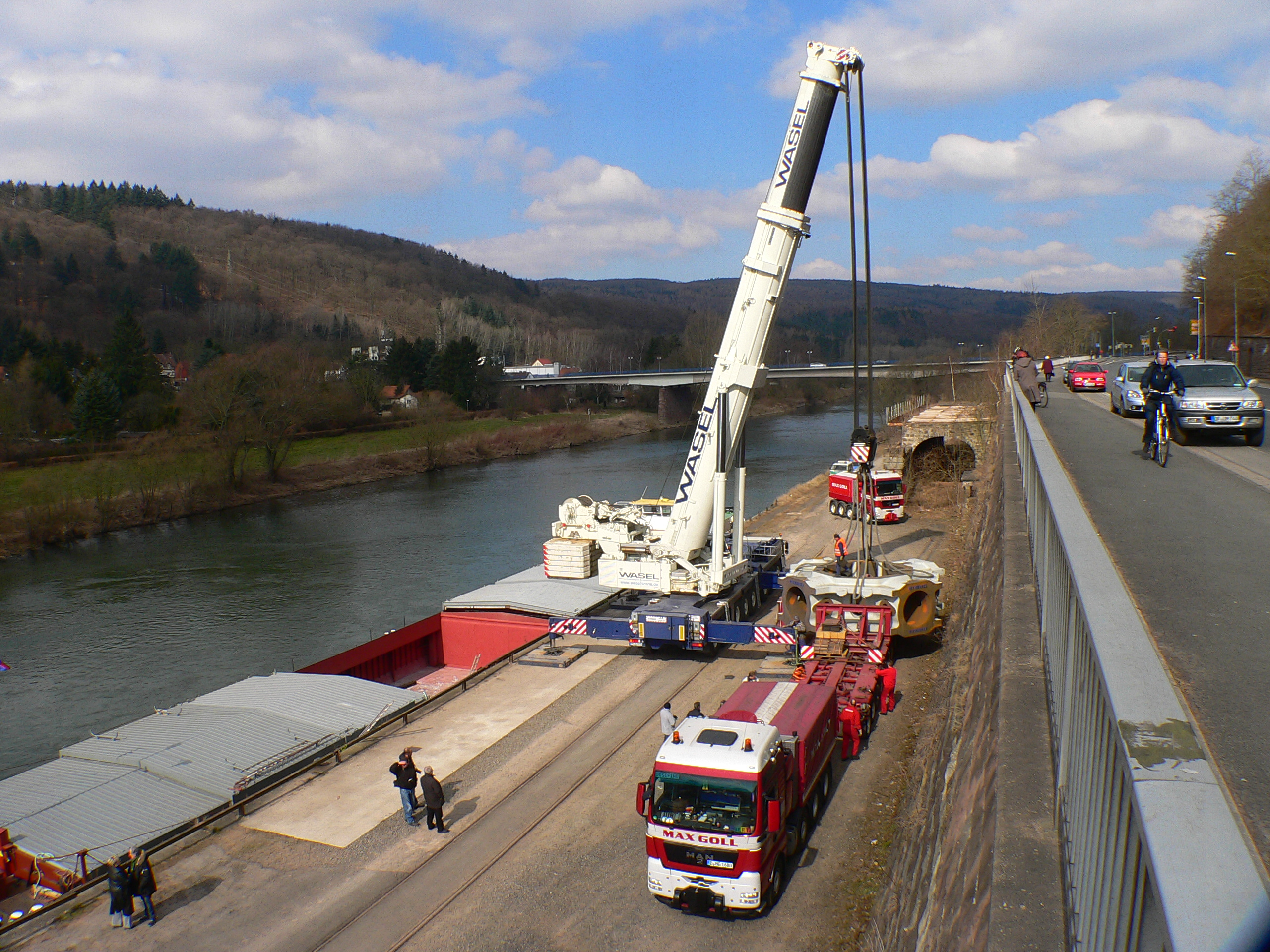
Verladung eines Eisengussteils, April 2013
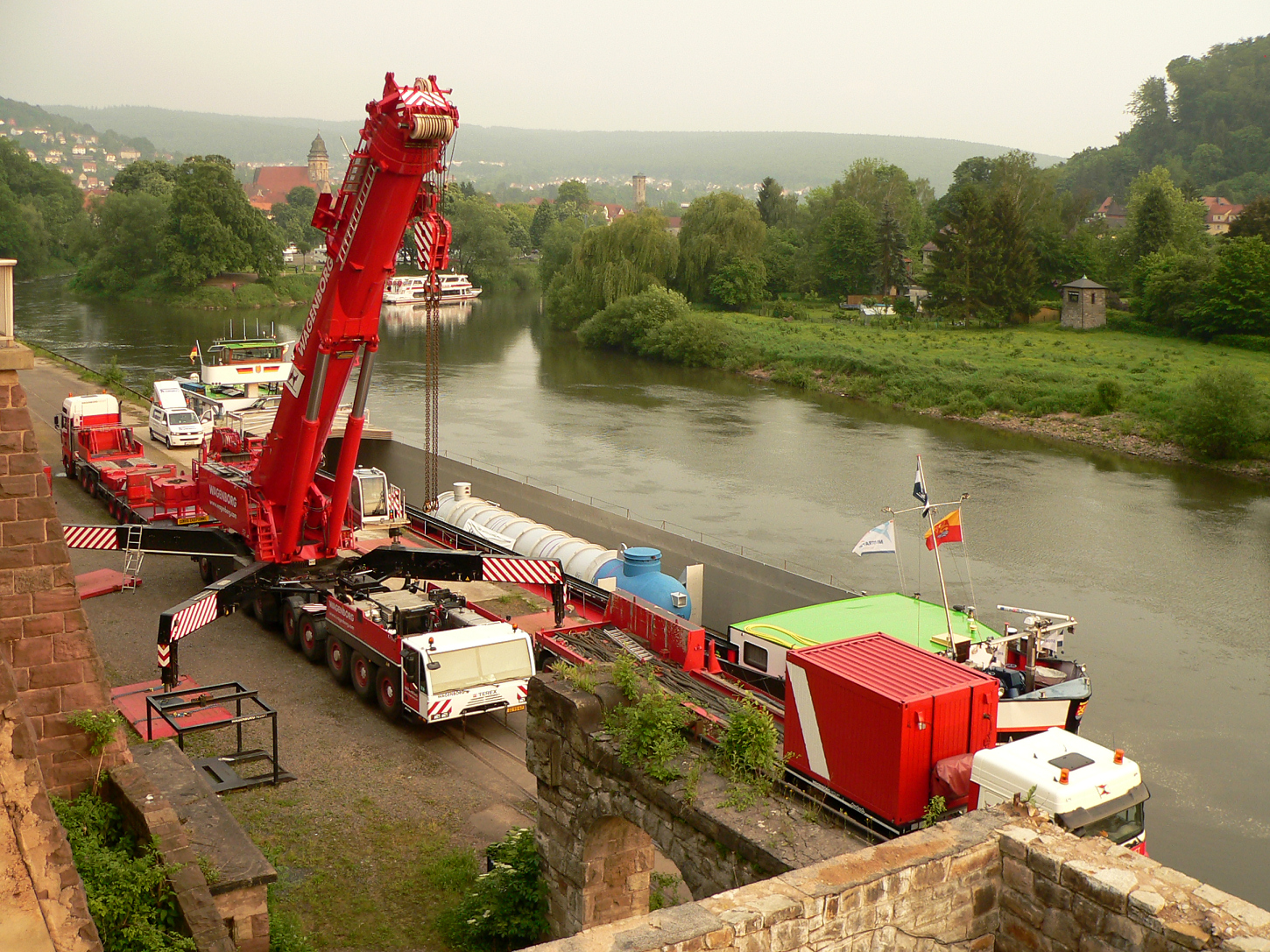
Verladung eines 186 Tonnen schweren Dampfüberhitzers, Mai 2016